# Anoplophora
Genre
Anoplophora est un genre d'insectes coléoptères de la famille des Cerambycidae.

## Liste des espèces(à compléter)
- Anoplophora chinensis (Forster, 1771)
- Anoplophora elegans Gahan,1881
- Anoplophora glabripennis (Motschulsky, 1853)

## Petite galerie

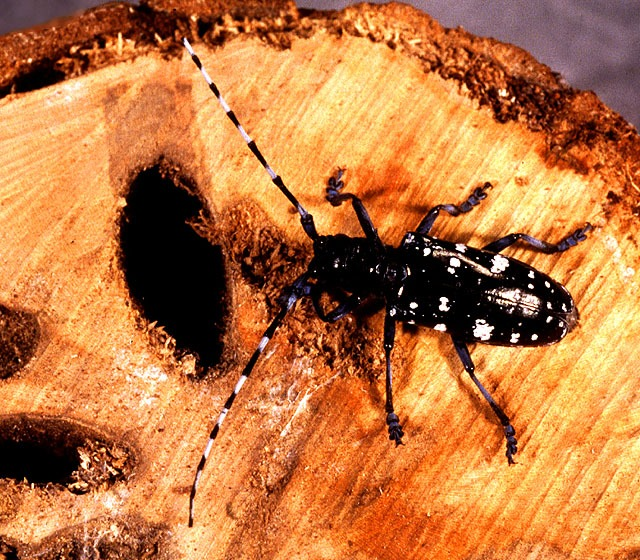
Anoplophora glabripennis (Motschulsky, 1853)
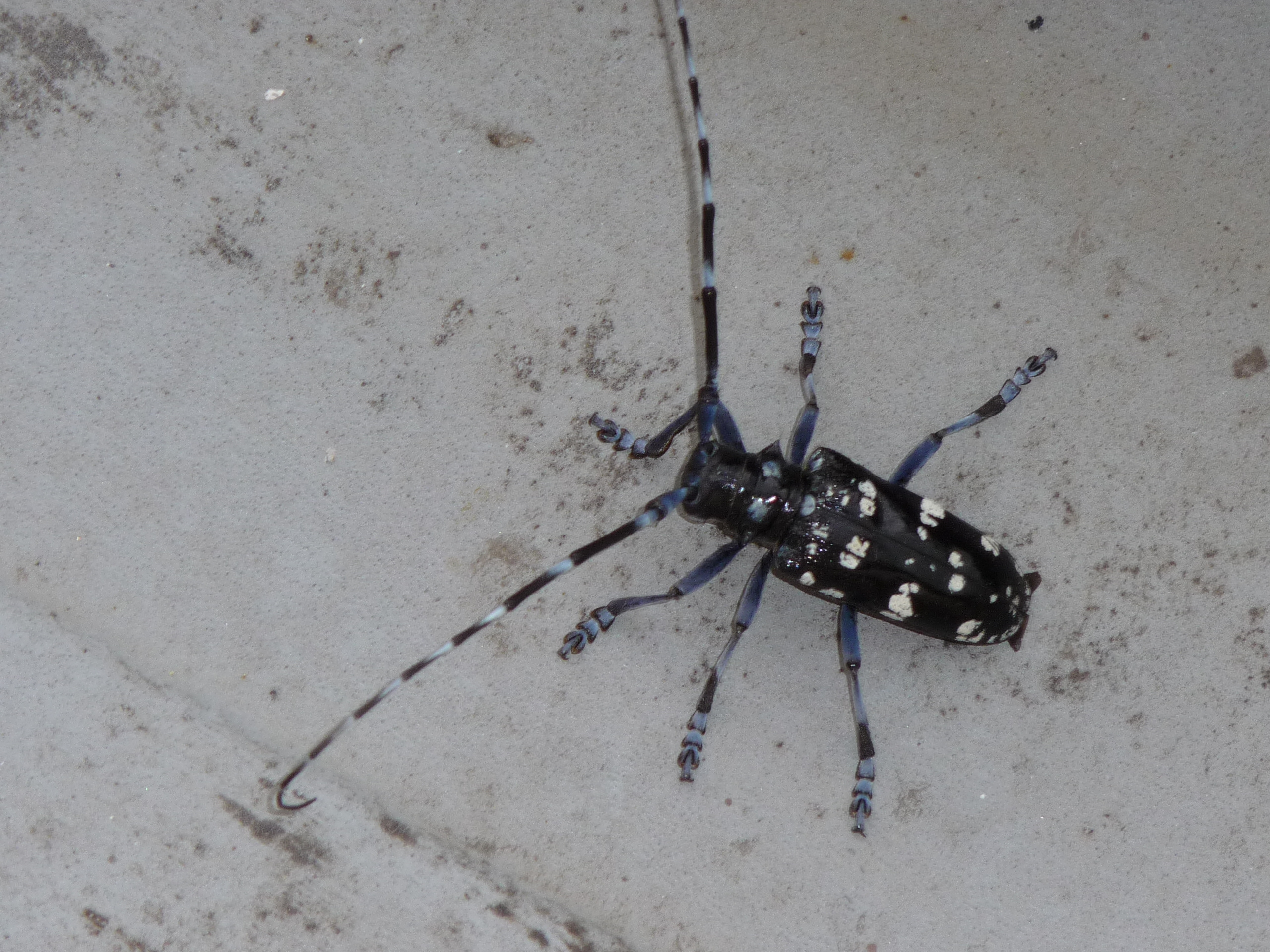
Anoplophora chinensis malasiaca (Thomson, 1865)
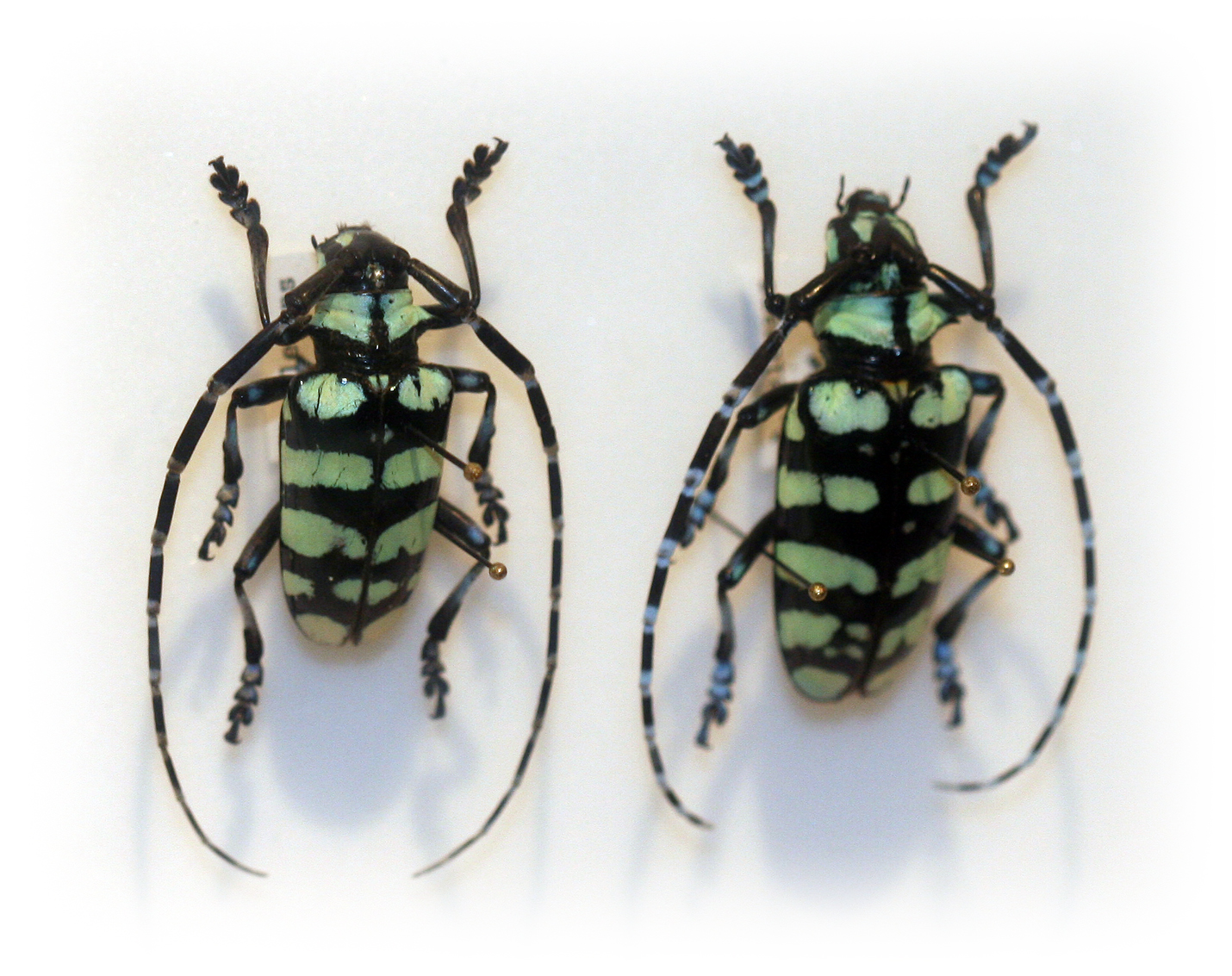
Anoplophora elegans Gahan, 1881